# Metropolia di Retimo e Aulopotamo

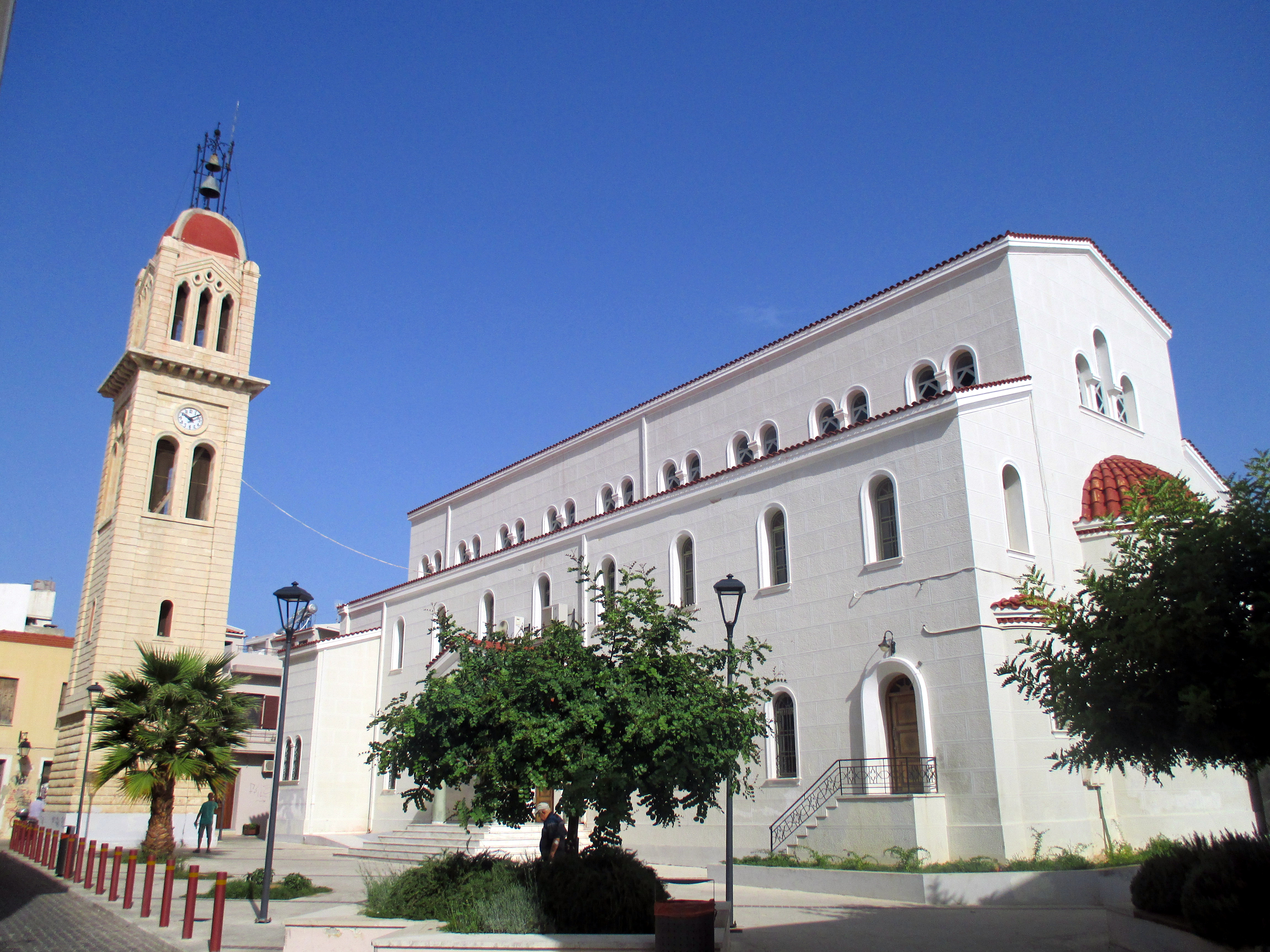
La cattedrale di Megali Panagia a Retimo.

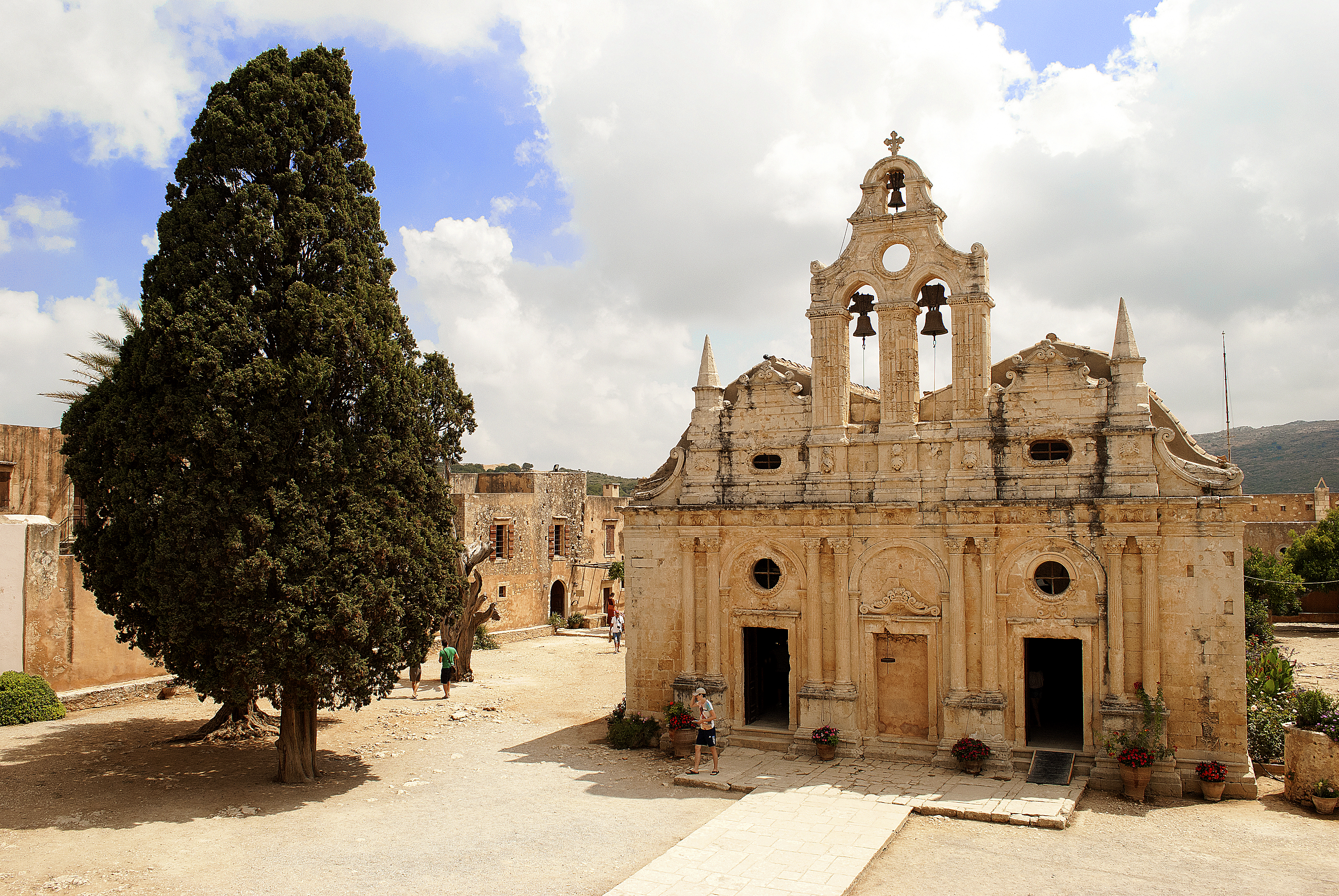
Il monastero di Arkadi.

La metropolia di Retimo e Aulopotamo (in greco: Ιερά Μητρόπολις Ρεθύμνης και Αυλοποτάμου) è una delle 8 metropolie che, assieme all'arcidiocesi di Creta, costituiscono la Chiesa di Creta, una Chiesa ortodossa semiautonoma sotto il Patriarcato ecumenico di Costantinopoli.
Dal 18 febbraio 2022 metropolita di Retimo e Aulopotamo, ipertimo e esarca di Creta settentrionale e dei mari di Creta, è Prodromos Xenakis.

## Territorio
La metropolia comprende la parte settentrionale dell'unità periferica di Retimo.
Sede della metropolia è la città di Retimo, dove si trova la cattedrale di Megali Panagia.
Nel territorio si trovano 13 monasteri, di cui 11 maschili e 2 femminili.

## Storia
Sul territorio dell'odierna metropolia esistevano in antichità tre diocesi cristiane, Eleuterna, Lappa e Subrita, attestate storicamente a partire dalla metà circa del V secolo. Nell'820 Creta fu conquistata dagli Arabi, che vi fondarono un emirato sopravvissuto fino al 961, anno in cui l'isola venne ripresa dai Bizantini; questi restaurarono le strutture cristiane e le antiche sedi vescovili, che erano state soppresse durante il periodo arabo. In questa fase della storia ecclesiastica dell'isola, le tre antiche diocesi assunsero nuovi nomi, poiché le precedenti sedi vescovili erano state distrutte e abbandonate dalla popolazione. Così la diocesi di Eleuterna è nota con il nome di Aulopotamo (o Milopotamo), quella di Lappa con il nome di Calamona e quella di Subrita come diocesi di Ario (o Agrio).
In seguito alla conquista veneziana dell'isola (1212), le diocesi greche esistenti furono amministrate da vescovi di rito latino e sottomesse al metropolita latino dell'arcidiocesi di Candia. Dalla metà circa del XIV secolo la sede della diocesi di Calamona fu trasferita a Retimo e assunse questo nuovo nome. A causa della povertà delle mense episcopali, i veneziani soppressero le diocesi di Ario (1551) e di Milopotamo (1641) e incorporarono i loro territori alla diocesi di Retimo.
Verso la metà del XVII secolo Creta fu conquistata dagli Ottomani: ebbero così fine tutte le strutture cattoliche dell'isola, mentre venne contestualmente restaurata la gerarchia greco-ortodossa. I greci restaurarono solo due sedi episcopali, le diocesi di Aulopotamo e di Retimo, che nel 1838 furono unite in un'unica sede episcopale.
Per un breve periodo, dal 1932 al 1935, la diocesi di Retimo e Aulopotamo incorporò il territorio della soppressa diocesi di Lambi, che fu poi restaurata. Il 25 settembre 1962 la diocesi di Retimo e Aulopotamo fu elevata dal patriarca di Costantinopoli al rango di metropolia.

## Cronotassi
A partire dalla metà del XVII secolo, quando l'isola di Creta fu conquistata dagli Ottomani.

### Vescovi di Aulopotamo
- Gedeone † (2 settembre 1713 - 1753 dimesso)[5]
- Neofito † (20 novembre 1755 - prima del 1777 dimesso)[5]
- Partenio  † (prima del 1777 - 1820 deceduto)[5]

### Vescovi di Retimo
- Macario † (1671 - 1680)[5]
- Filoteo † (menzionato prima del 1683)[5]
- Atanasio † (1688 - prima del 1708)[5]
- Daniele † (prima del 1719 - 1723 eletto metropolita di Creta)[5]
- Antimo † (menzionato nel 1731)[5]
- Gerasimo † (prima del 1777 - dopo il 1789 deceduto)[5]
- Gerasimo Perdikaris † (1796 - 1822 deceduto)[5]
- Gioannizio Lazaridis † (1827 - 21 agosto 1838 eletto vescovo di Giannina)[6]

### Vescovi di Retimo e Aulopotamo
- Callinico Nikoletakis † (autunno 1838 - 2 agosto 1868 deceduto)[6]
- Ilario Katsoulis † (10 maggio 1869 - gennaio 1881 dimesso)[6]
- Dionisio Kastrinogiannakis † (8 marzo 1881 - 20 dicembre 1882 eletto vescovo di Chersonissos)[6]
- Ieroteo Praoudakis † (20 dicembre 1882 - 1896 deceduto)[6]
- Dionisio Kastrinogiannakis † (11 marzo 1896 - 12 giugno 1910 deceduto) (per la seconda volta)[6]
- Crisanto Tsepetakis † (28 ottobre 1910 - 14 ottobre 1915 deceduto)[6]
- Timoteo Venieris † (28 marzo 1916 - 22 luglio 1933 eletto metropolita di Creta)[6]
- Atanasio Apostolakis † (16 febbraio 1936 - 25 settembre 1962 nominato metropolita)[6]

### Metropoliti di Retimo e Aulopotamo
- Atanasio Apostolakis † (25 settembre 1962 - 1º aprile 1968 dimesso)[6]
- Tito Siligardakis † (17 maggio 1970 - 11 settembre 1987 deceduto)[6]
- Teodoro Tzedakis † (6 ottobre 1987 - 27 febbraio 1996 deceduto)[6]
- Antimo Syrianos † (2 novembre 1996 - 15 agosto 2010 deceduto)
- Eugenio Antonopoulos (9 settembre 2010 - 11 gennaio 2022 eletto arcivescovo di Creta)
- Prodromo Xenakis, dal 18 febbraio 2022